# Hetton-cum-Bordley
Hetton-cum-Bordley – civil parish w Anglii, w North Yorkshire, w dystrykcie (unitary authority) North Yorkshire. W obszar civil parish wchodzą także Hetton i Bordley. W 2001 Hetton i Bordley civil parishes liczyła 153 mieszkańców.